# بوب غوستافسون
بوب غوستافسون (بالإنجليزية: Bob Gustafson)‏ هو فنان قصص مصورة أمريكي، ولد في 8 أغسطس 1920 في بروكلين في الولايات المتحدة، وتوفي في 28 نوفمبر 2001 في كونيتيكت في الولايات المتحدة.